# Short gaan
Short gaan, short-selling of het innemen van een baissepositie is het verkopen van effecten die men niet in bezit heeft, om zo te kunnen profiteren van een daling van de beurskoers. Het kan gaan om effecten zoals aandelen en obligaties. Short gaan in afgeleide effecten zoals opties en futures wijkt hiervan af. Soms wordt het in bepaalde gevallen verboden omdat het destabiliserend kan werken, naar aanleiding van de kredietcrisis in 2008.
De netto shortpositie van een natuurlijke of rechtspersoon is de shortpositie die overblijft nadat de longpositie in mindering is gebracht.

## Met of zonder achterliggende effecten
Short gaan kan grosso modo op twee manieren. De effecten kunnen verkocht worden nadat deze tijdelijk gehuurd werden van een derde. Dit is gedekt short gaan. De effecten kunnen ook verkocht worden zonder dat de verkoper de effecten effectief in handen heeft, het zogenaamde naked short gaan.

### Gedekt short gaan
De gebruikelijke en meest gangbare manier om short te gaan is eerst de aandelen (of obligaties) te huren van een custodian bank. Deze bewaart de aandelen van langetermijnbeleggers zoals pensioenfondsen, die hun effecten uitlenen tegen een vergoeding, de leen-fee. De inlener van de aandelen kan bijvoorbeeld een hedgefonds of market maker zijn. Zij verkopen de geleende aandelen en kunnen profiteren van een mogelijke koersdaling. Vaak is hier veel geld aan te verdienen, met een groot risico van dien.
Het aangaan van een dergelijke short-positie kan verschillende redenen hebben:
- Speculatie: Men kan speculeren op het dalen van de beurskoers. Dit kan los op een aandeel gebeuren, of in gecombineerde transacties als zogenoemde pair trade. Hierbij speculeert men op een relatieve daling van een aandeel ten opzichte van een ander aandeel (zoals short Unilever en "long" Nestlé).
- Risicoafdekking: Optiehandelaren houden op hun optieposities soms short-aandelenposities aan om het risico van een koersdaling op te vangen indien ze per saldo putopties verkocht hebben (deltaneutraal).
- Arbitrage: Bij aandelen met een beursnotering op verschillende effectenbeurzen kunnen (doorgaans kleine) prijsverschillen optreden. Zo kunnen handelaren bijvoorbeeld prijsverschillen tussen de Nederlandse en Engelse aandelen van Unilever wegarbitreren. Hierbij moet men short kunnen gaan in het aandeel met de relatief te hoge prijs.

Zonder mogelijkheden om short te gaan in effecten is het nagenoeg onmogelijk om een efficiënte prijsvorming te bewerkstelligen van afgeleide effecten zoals opties, trackers, futures en turbo's. Ophef naar aanleiding van de kredietcrisis heeft alleen betrekking op ongedekt short gaan. Short gaan wordt ook gebruikt als omschrijving voor het speculeren op een koersdaling met opties of turbo's.

### Naked short gaan
Het verkopen van aandelen zónder deze te kunnen leveren heet "ongedekt" of "naked" short gaan. Het komt erop neer dat de verkoper de koerswaarde ontvangt, en daarvoor de verplichting op zich neemt de aandelen te gaan leveren, maar die eerst nog moet kopen en weinig zekerheid heeft dat dit tijdig gaat lukken. Naked short gaan is niet begrensd tot in totaal 100% van de in omloop zijnde aandelen, het kan ook meer zijn. In dat geval kunnen dus niet alle verkopers tegelijk de aandelen leveren. Het kan wel in etappes. Als schematisch voorbeeld: bij de verplichting om in totaal 150% van de aandelen te leveren kan eerst 80% van de aandelen gekocht en geleverd worden, en vervolgens nog 70% (dat zijn dan dus minstens voor een deel aandelen die ook al in de eerste etappe zijn gekocht en geleverd). In zo'n geval wordt door de massale aankopen de koers opgedreven, waardoor het naked short gaan onvoordelig kan uitpakken.
Naked short gaan werd in 1609 voor het eerst gedaan met aandelen van de Vereenigde Oostindische Compagnie door de koopman Isaac le Maire. Omtrent het short gaan zonder de aandelen te kunnen leveren ontstaat veel discussie en regelgeving om misbruik tegen te gaan. Voor particuliere beleggers is naked short gaan bij veel Nederlandse brokers of banken niet mogelijk. Buitenlandse brokers als Interactive Brokers bieden deze mogelijkheid wel. Voor intraday naked short gaan zijn er iets meer mogelijkheden, ook bij Nederlandse banken. De short-positie moet dan na het einde van de beursdag zijn afgebouwd.
Naked short gaan houdt grote risico's in, vooral als de beurskoers onverwacht zou stijgen. Dit ondervonden grote hedgefondsen begin 2021 toen veel kleine beleggers, aangevuurd via Twitter en Reddit het aandeel GameStop sterk deden stijgen en grote fondsen miljardenverliezen leden.

## Kritiek
Door sommige bedrijven en overheden wordt het aangaan van short posities gezien als iets negatiefs. Bedrijven waarvan de beurskoers onder druk staat wijzen vaak naar shortsellers als de schuldige. Ook beleggers zien de shortsellers als zondebok. In sommige landen is het aan strenge regelgeving gebonden. In het Verenigd Koninkrijk dient men short posities bekend te maken indien er een claimemissie van het desbetreffende aandeel gaande is. In Nederland zorgt de Autoriteit Financiële Markten (AFM) voor bekendmaking van alle grote (meer dan 0,5%) netto short posities in aandelen, ongeacht of er een emissie gaande is. Volgens de financiële theorie draagt de mogelijkheid tot het short gaan in effecten bij aan een efficiënte prijsvorming en liquiditeit op de markt.

## Beperkingen door kredietcrisis
Op 19 september 2008 besloten de Amerikaanse en Britse financiële toezichthouders de mogelijkheden van short selling tijdelijk te beperken, als een van de maatregelen om de kredietcrisis in te dammen. Zij werden hierin gevolgd door Duitsland en Frankrijk. Nederland besloot aanvankelijk deze maatregel niet te volgen. Wel besloot de AFM samen met de Belgische financiële autoriteit onderzoek te doen naar mogelijke koersmanipulatie bij de Belgisch-Nederlandse bank Fortis. Op 21 september werd alsnog bekend dat Wouter Bos voor de duur van drie maanden het ongedekt short gaan in aandelen in financiële ondernemingen verbiedt. Vanaf 6 oktober werd het ook verboden om gedekt short-posities op te bouwen in de betreffende bedrijven, behalve voor market makers (Tijdelijke Regeling inzake Short Selling, uiteindelijk tot 1 juni 2009). Het betrof de volgende financiële fondsen:
- AEGON
- BinckBank
- Fortis
- ING Groep
- Kas Bank
- SNS REAAL
- Van der Moolen Holding
- Van Lanschot

Bovendien verzocht Bos partijen om short-posities van meer dan 0,25% van het kapitaal van een van deze ondernemingen aan de Autoriteit Financiële Markten te melden, en om deze aandelen niet meer uit te lenen.
Vervolgens moest een short-positie in de genoemde fondsen bij het bereiken, overschrijden of onderschrijden van de drempelwaarden 0,25%, 0,35%, 0,45%, 0,55%, enz. van de hele onderneming worden gemeld aan de AFM. Dit was een tijdelijke maatregel tot 1 januari 2010.
De reden was dat vanwege de aanhoudend bijzondere omstandigheden op de financiële markten waakzaamheid geboden bleef. De meldingsplicht biedt de AFM mogelijkheden om eventuele verbanden te zien tussen short-posities en manipulatieve strategieën en stelt de AFM ook in staat de gevolgen van het opheffen van het verbod op short selling waar te nemen.
De gedachte was dat door het short gaan van aandelen in financiële instellingen het vertrouwen in deze banken daalt door de wegzakkende beurskoers. Indien klanten door deze vrees hun tegoeden van de bank halen, kan deze ook serieus in de problemen raken. Dat er tijdens de kredietcrisis onregelmatige short sell-transacties hebben plaatsgevonden zonder dat er problemen zijn bij een bank is aannemelijk maar niet aangetoond.

## Short gaan in derivaten
Transacties in financiële derivaten zoals opties en futures hebben dezelfde naam en vertonen andere overlap zoals een gelijke "negatieve" hoeveelheid in de positie. De praktijk van een short positie in derivaten is echter volledig anders. Derivaten zijn contracten tussen twee partijen, een koper en verkoper. Elke transactie mondt uit in een "long" (koperspositie) en een "short" (verkoperspositie). Het zijn twee kanten van dezelfde medaille. De regelgeving voortvloeiend uit de kredietcrisis heeft dan ook niets te maken met short posities in derivaten zelf.

## Gerelateerde termen
- Short squeeze. De paniek die ontstaat als houders van short posities door oplopende verliezen, overnameperikelen of regelgeving gedwongen worden effecten in een stijgende markt terug te kopen en hiermee de stijging extra aanjagen.
- Long gaan. Tegenhanger van short gaan, namelijk het gewone kopen van effecten.